# Castello di Bílence
Il castello di Bílence (in ceco Benešov nad Ploučnicí zámek) si trova nella città omonima del Distretto di Chomutov, Regione di Ústí nad Labem nella Repubblica Ceca. La storia del castello inizia nel XIV secolo.

## Storia
Dalla seconda metà del XIV secolo sulla riva destra del Chomutovka sorgeva una fortezza feudale, probabilmente costruita da Jindřich di Bílence e della quale si hanno citazioni certe a partire solo dal 1510. Nel 1570 questo castello fu acquistato da Adam di Štampach, che poco dopo lo vendette a Havel Hrobčické di Hrobčice. Nel 1618 il castello di Bílence tornò nuovamente alla famiglia Štampachy. Molti membri di questa famiglia si unirono alla parte protestante nella battaglia della Montagna Bianca che ne uscì sconfitta e il 3 novembre 1622 la loro proprietà venne confiscata. Nel 1626 fu acquistata da Pavel Michna di Vacínov che non viveva nella fortezza e questa cominciò lentamente a cadere in rovina arrivando alla sua distruzione quasi completa. Nella seconda metà del XVII secolo su sito fu costruita una grande fattoria che conservò nelle sue vicinanze tracce dell'antico castello. Nel 1766 Enrico Giuseppe di Auersperg, già proprietario della tenuta Červený Hrádek, acquistò anche questa fattoria. Nella parte destra del cortile fu costruito un piccolo castello barocco che serviva per l'amministrazione della tenuta e anche come residenza di caccia per il maniero di Červenohrad.

## Descrizione
Il castello di Bílence si trova nella zona a sud dell'abitato di Bílence, Regione di Ústí nad Labem nella Repubblica Ceca a circa 7,5 chilometri da Chomutov. I resti del castello che ci sono pervenuti fanno parte di una tenuta agricola  con l'edificio principale a un piano con un tetto relativamente alto e la facciata principale rivolta verso il cortile interno. Appartiene a privati e non è accessibile al pubblico. Si tratta di un lungo edificio a un piano con un tetto relativamente alto e la facciata principale rivolta verso il cortile.